# Антонова Яна Вікторівна
Антонова Яна Вікторівна (нар. 17 серпня 1962, Київ) — українська художниця; членкиня Спілки художників України, з 1992 року.

## Біографія
Народилася 17 серпня 1962 року в місті Києві (нині Україна). У 1988 році закінчила Київський художній інститут (спеціальність «живопис», кваліфікація «художник-реставратор»).
Протягом 1987—1990 років працювала художником-реставратором у Державній науково-дослідній реставраційній майстерні УРСР. Працює у Київській державній академії декоративно-прикладного мистецтва і дизайну імені Михайла Бойчука (з 2007 року — старший викладач кафедри рисунка).
Мешкає у Києві в будинку на вулиці Кубанської України, № 15.

## Творчість
Працює в галузі станкового живопису. Серед робіт:
- «Серія натюрмортів» (1990—1992);
- «Благовість» (1994);
- «Тиша» (1995);
- «Двобій у християнському небі» (1995);
- «Світло Ґрааля» (1995);
- «Вавилонська блудниця» (1996);
- «Спогади про майбутнє» (1996);
- «Містерія 20 століття, або Венеціанський карнавал» (1997);
- диптих «Лезо життя» (1998);
- «Мрія» (1998)[3];
- «Останній бій кентаврів» (1999);
- «Водяний млин» (2001)[3];
- «Хризантеми» (2001)[3];
- «Натюрморт із хусткою» (2003)[3];
- «Царське полювання» (2003)[3];
- «Шелест ароматів» (2003)[3];
- «Добра звістка» (2004)[3];
- «Київ» (2004)[3];
- «Натюрморт із яблуками» (2004)[3];
- «Літній сад» (2005)[3];
- «Квіти на лавці» (2005)[3];
- «Латаття» (2008)[1];
- «Споглядання» (2019)[1];
- «Очікування» (2019)[1];
- «Марення» (2019)[1];
- «Золотий дощ» (2019)[1];
- «Чарівна купальська ніч» (2019)[1].

Роботи зберігаються у численних галереях, як на території України, так і Росії, США, у приватних колекціях у Франції, Швеції, Німеччині та Італії.
Брала участь у республіканських і міжнарожних виставках, зокрема:
- 1991 — «Галерея 22» (Мальме, Швеція)
- 1992 — IMP.EX.s.r.l Sah Giueiano MSE (Мілан, Італія);
- 1995 — Персональна виставка на території Києво-Печеської лаври;
- 1998 — Галерея мистецтв «Акварель»;
- 1998 — Всеукраїнський триїнале «Живопис»;
- 1999 — Галерея «Акварель»;
- 2000 — Різдвяний аукціон, галерея «Мистець»
- 2000 — Персональна виставка Центрального будинку художників;
- 2001 — Міжнародний форум «Евроідне — 2008»;
- 2002 — Український фонд, виставка живопису «Поезія фарб»;
- 2005 — Всеукраїнська виставка живопису і скульптури, присвячена Дню пам'яті 90-річчя геноциду вірмен;
- 2008 — Виставка живопису у галереї «Парецня».

## Відзнаки
- Почесна грамота Міністерства освіти і науки України (2008)[1];
- Почесна грамота Міністерства культури України (2017)[1];
- Грамота Київської державної академії декоративно-прикладного мистецтва і дизайну імені Михайла Бойчука (2018)[1].